# Вильгельм IV (граф Юлиха)
Вильгельм IV (фр. Guillaume IV de Juliers, нем. Wilhelm IV. von Jülich; род. не позднее 1218 — 16 марта 1278) — граф Юлиха с 1218 года. Сын Вильгельма III и его жены Матильды Лимбургской.
Наследовал отцу после его гибели в Пятом крестовом походе. В то время был ещё ребёнком, до совершеннолетия находился под опекой дяди — Эберхарда фон Хенгенбах.
Вильгельму IV удалось значительно расширить территорию своего графства. В 1234 году он принял участие в битве с фризами при Алтенеше и стал имперским администратором Концена и Ахена, хранителем Корнелирмюнстера и владений аббатства Эссен на левом берегу Рейна. Также он получил имперские фьефы Синциг, Хенгебах-Хаймбах, Мерцених, Тюрних, Дюрен и Барденберг. В результате всех этих приобретений территория Юлиха увеличилась вдвое.
Однако ему пришлось отстаивать свои новые владения от притязаний соседей. Верный сторонник Штауфенов, Вильгельм IV вступил в войну с кёльнским архиепископом Конрадом фон Хохштаден и в 1242 году в битве при Ловенихе взял его в плен. В результате Конрад был вынужден признать за Юлихом все его земли в пределах Кёльнской епархии.
В 1267 году Вильгельм IV снова одержал победу — в битве при Цюльпихе взял в плен архиепископа Энгельберта II фон Фалькенбурга и держал его в заключении до 1270/1271 года. За это был отлучен от церкви папой Климентом IV, но за графа вступился немецкий король Ричард Корнуэльский.
Ночью 16 марта 1278 года Вильгельм IV и его сын Вильгельм в сопровождении 469 рыцарей прибыли в Ахен для сбора налогов в пользу короля Рудольфа I. Поднялось восстание, известное как «Ночь святой Гертруды», в результате которого они оба были убиты.

## Семья и дети
12 марта 1237 года состоялась помолвка Вильгельма Юлихского с Маргаритой, дочерью графа Герхарда III Гельдернского. Многие источники называют её матерью старших сыновей Вильгельма IV. Однако доказательства, что этот брак был заключен, отсутствуют.
Известно, что в январе 1250 года женой Вильгельма была Рихардис Гельдернская (ок. 1215—1293/1298), сестра Маргариты. А чтобы жениться на сестре своей первой жены, нужно было папское разрешение, а о нём в исторических источниках не сообщается. Поэтому возможно, что именно Рихардис была матерью 11 детей Вильгельма:
- Матильда (ум. до 1279), муж (1258) — граф Жан де Лооз
- Маргарита (ум. 12 октября 1292/93), муж (1261) — граф Дитер III фон Катценельнбоген
- Вильгельм (ум. 16 марта 1278), погиб вместе с отцом. Был женат на Марии, дочери фландрского графа Ги де Дампьера и Маргариты Константинопольской
- Рихардис (ум. после 1291), муж — граф Вильгельм де Зальм
- Вальрам (ум. 1297), пробст в Ахене, потом граф Юлиха
- Оттон (ум. 1283 или позже) — пробст церкви Сен-Серве в Маастрихте и архидиакон в Льеже
- Роланд (ум. 16 марта 1278), погиб вместе с отцом.
- Герхард (р. до 1270 — ум. 1328), граф Юлиха с 1297
- Екатерина (ум. после 1287), муж (ок. 1272) — Иоганн фон Арберг
- Петронилла (ум. после 1299), муж (ок. 1275) — граф Людвиг фон Арнсберг
- Бланшфлёр (ум. после 1330), муж — граф Генрих фон Шпонгейм
- Мехтильда (ум. после 1287).